# Prundu
Prundu es una comuna ubicada en el distrito de Giurgiu, Rumania.

## Superficie
Cuenta con una superficie de 176,5 kilómetros cuadrados.

## Demografía
Hasta 2021 la población era de 3707 habitantes, con una densidad de población de 21,00 habitantes por kilómetro cuadrado.